# Aeternus
Aeternus — норвежская блэк-дэт-метал-группа, была образована в 1993 году по инициативе Ронни Хоуланда, выступающим под псевдонимом Арес, и Эрика Хеггернеса с прозвищем Вролок. В 1996 году к коллективу в качестве бас-гитариста присоединилась Никола Триер, создавшая основной логотип группы с использованием изображений топоров и воронов.  

## История
Родиной музыкантов является город Берген. Не отставая от других групп, появившихся в то же время на норвежской сцене, музыканты Aeternus начали свой музыкальный путь с блэк-метала.
Первое демо "Walk My Path",  привлекло внимание небольшого чешского лейбла View Beyond, на котором в 1995 году был выпущен дебютный мини-альбом Dark Sorcery, который произвёл резонанс в музыкальном движении того времени. 
Группа получает контракт с нидерландским лейблом Hammerheart Prods, ставшим впоследствии известным в жанре метал. В состав группы на тот момент входят: Ares (Ronny Hovland) — вокал, гитара; Morrigan (Nicola Trier) — бас, клавишные; Vrolok (Erik Haggernes) — барабаны. В таком составе был записан дебютный альбом "Beyond The Wandering Moon", изданный в 1997 году. После выхода этого альбома и закрепления авторитета группы, Арес покидает свой второй коллектив Gorgoroth, с целью сосредоточиться на Aeternus. Vrolok, который тоже был в составе Gorgoroth, уходит годом позже.
В 1998 году выходит второй альбом "...And So The Night Became", который выводит группу в число одних из авторитетнейших коллективов в своем жанре. Активная концертная деятельность знаменуется турами с такими величинами метала как Deicide, Limbonic Art, Behemoth, Cannibal Corpse, Emperor и т. д.
В 1999 году Morrigan присоединяется в роли сессионной клавишницы к проекту Obtained Enslavement, лидером которого является бывший вокалист Gorgoroth по имени Pest (Thomas Kronenes).
2000 год становится поворотными стилистике группы. Альбом "Shadows Of Old", вышедший в этом году, показал ощутимый крен Aeternus в сторону дэт-метала, и в композиционной структуре и в стилистическом плане. К группе для придания более насыщенного звучания присоединяется второй гитарист Radek, родом из Польши. Вышедшие в 2001 и в 2003 годах "Ascension Of Terror" и "Darker Monument" укрепили положение группы в рамках своего звучания, которое сами музыканты характеризуют как True Dark Metal. В альбоме "HeXaeon" (2006 год) наблюдается склонность группы к большей музыкальной лаконичности, но фирменная торговая марка Aeternus — мрачная тяжелая атмосфера с интенсивным риффингом и дэтовыми запилами — остается неизменной.
C момента выхода последнего альбома Aeternus прошел через неоднократные смены состава. В 2013 году был выпущен альбом "And Seventh His Soul Detesteth". Также группа отыграла эксклюзивный концерт в Голландии 19 мая 2012, где были исполнены только песни с двух первых, культовых альбомов.
В марте 2013 года вышел новый альбом, получивший название "...And The Seventh His Soul Detesteth", который показывает новый виток развития коллектива. Они упрочили свой дэт-металлический стиль, при этом не потеряли свою оригинальную мелодическую стилистику. В поддержку нового альбома прошли выступления на фестивалях в Дрездене и Осло.
С осени 2017 года группа находится в студии Earshot с продюсером Бьорнаром Нильсеном, записывая новый альбом, который запланирован к выходу в середине 2018 году. Также музыканты готовят специальную концертную программу, посвященную 25-летию коллектива. Незадолго до начала записи группу покидает гитарист Specter и альбом записывается в формате трио. 
В 2018 году выходит последний на сегодня альбом "Heathen". В поддержку данного альбома группа отправляется в турне по Южной Америке в качестве разогревающей группы для Taake. Новым гитаристом становится Gorm (также участвует в группе Thyruz).
В ноябре 2023 г. вышел альбом "Philosopher", который собрал множество положительных рецензий. В рамках поддержки данного релиза группа провела успешное турне по Европе вместе с Gorgoroth. Также в 2023 году группа отыграла юбилейное шоу, посвященное 30-летию коллектива на фестивале Beyond The Gates, который ежегодно проходит в родном городе музыкантов Бергене, в концертном зале Grieghallen (в нем же расположена одноименная культовая студия, в которой были записаны первые 6 альбомов группы). На данном выступлении к группе для исполнения нескольких песен присоединились участники золотого состава Vrolok и Morrigan. 

## Состав группы
- Ares — вокал, гитара, бас (1993-сегодня)
- Phobos — ударные (2007-сегодня)
- Eld — бас (2013-сегодня)
- Gorm — гитара (2019-сегодня)

Бывшие участники
- Morrigan — бас, клавишные (1996-2001)
- Vrolok — ударные (1993-2006)
- Radek — гитара
- Dreggen — гитара (2005-2010)
- V’Gandr — бас (2001-2012)
- S. Winter — ударные (2006-2007)
- Skyggen — бас (2012)
- Specter — гитара, бас (2010-2017)

## Дискография
Студийные альбомы
- 1997 — Beyond the Wandering Moon (Hammerheart Records)
- 1998 — ...And So the Night Became (Hammerheart)
- 2000 — Shadows of Old (Hammerheart)
- 2001 — Ascension of Terror (Martyr Records)
- 2003 — A Darker Monument (Candlelight Records)
- 2006 — HeXaeon (Karisma Records/Dark Essence Records)
- 2013 — ...And the Seventh His Soul Detesteth (Dark Essence)
- 2018 — Heathen (Dark Essence)
- 2023 — Philosopher (Agonia Records)

Мини-альбомы
- 1995 — Dark Sorcery (View Beyond Records; перевыпущен на Hammerheart Records в 1997 году)
- 1998 — Dark Rage (Hammerheart)
- 2001 — Burning the Shroud (Martyr/Hammerheart)

Демо
- 1994 — Walk My Path
- 2002 — Demo 2002